# Marcel Grossmann
Marcel Grossmann (Budapest, 9 aprile 1878 – Zurigo, 7 settembre 1936) è stato un matematico svizzero.

## Biografia
Marcel Grossmann nacque in Ungheria, figlio dell'industriale svizzero Jules che si era trasferito a Budapest per aprire e avviare una ditta di macchinari. Marcel e il fratello Eugen frequentarono le scuole primarie ungheresi. Successivamente, nel 1893, i genitori tornarono in Svizzera e lo iscrissero alla scuola secondaria di Basilea. Fu amico e compagno di classe di Albert Einstein. Nel 1900, si laureò in matematica (sotto la guida di Wilhelm Fiedler) presso il Politecnico federale di Zurigo dove, nel 1907, divenne professore di matematica, specializzato in geometria descrittiva.
Fu Grossmann che considerò l'importanza della geometria non euclidea chiamata geometria ellittica e che, con essa, aiutò Einstein nella sua teoria della relatività generale, come dimostrano i numerosi carteggi pervenutici. In effetti, l'articolo del 1913 che scrisse a quattro mani con lo scienziato tedesco è da considerarsi la versione quasi definitiva della teoria (a cui seguirà due anni dopo la stesura completa a opera del solo Einstein).
In onore di Grossmann, l'ICRANet, l'organizzazione internazionale degli astrofisici relativistici, organizza a cadenza triennale i Marcel Grossmann Meetings, occasione di incontro e di studio per gli studiosi di questa branca della fisica teorica, a cui Grossmann diede un significativo contributo.